# 蕭一鶚
蕭一鶚（1513年—？），字爾薦，江西臨江府新喻縣人，民籍，明朝政治人物。

## 生平
嘉靖十九年（1540年）庚子科江西鄉試第六十一名舉人。嘉靖二十三年（1544年）中式甲辰科會試第二百三十六名，登第三甲第八十六名進士。授行人司行人。

## 家族
曾祖蕭元商，贈衛經歷；祖父蕭廉胤；父蕭立德，母章氏。重庆下。弟一鸣、一凤、一凰、一鳶、一鷟。